# Irving Baxter
Irving Knot Baxter (25. marts 1876 Utica, New York – 13. juni 1957 Utica, New York) var en amerikansk atlet.
Baxter blev dobbelt olympisk mester 1900 ved OL i Paris. Her vandt han både højde- og stangspring, med sejr resultaterne 1,90 m og 3,30 m. Han er den eneste som har vundet denne double. Han kom også på andenpladsen i de tre stående discipliner ved det samme mesterskab, nemlig stående længdespring, stående højdespring, stående trespring. Hans landsmand Ray Ewry vandt guldmedaljerne i alle tre discipliner.
Baxter som startede for University of Pennsylvania tilhørte i fem år verdens bedste højdespringere. Hans placering på verdensranglisten var; 1900 1. plads (1,91 m), 1897 2. plads (1,88 m), 1898 og 1899 3. plads (1,90 m og 1,89 m) og 1901 4. plads (1,85 m).

## Personlige rekorder
- Højdespring: 1,918 (1918)
- Stangspring: 3,35 (1900)